# Hyperion (maan)
Hyperion is een maan van Saturnus, ontdekt door Bond en Lassell in 1848. De maan is genoemd naar Hyperion, een Titaan in de Griekse mythologie.

## Natuurkundige kenmerken
Hyperion is het grootste onregelmatig gevormde (niet-bolvormige) object in het zonnestelsel (Proteus is een stuk groter maar is bijna bolvormig).
Het is aannemelijk dat Hyperion een deel van een groter object is dat door een inslag in het verre verleden is afgebroken.
De grootste inslagkrater op het oppervlak heeft een diameter van ongeveer 120 km en is ongeveer 10 km diep.
Zoals de meeste manen van Saturnus heeft Hyperion een lage dichtheid, wat een aanwijzing is dat de maan voornamelijk uit bevroren water bestaat, met maar een klein beetje steen.
Maar in tegenstelling tot de meeste manen van Saturnus, heeft Hyperion een lage albedo (0,2 - 0,3), dit betekent dat het oppervlak is bedekt door op zijn minst een dun laagje donker materiaal. Het is mogelijk dat dit afkomstig is van Phoebe (die veel donkerder is).
Hyperion heeft een rodere kleur dan Phoebe en lijkt erg op de kleur van het donkere materiaal op Iapetus.

## Rotatie
De beelden genomen door Voyager 2 en genomen vanaf de grond geven aan dat de rotatie van Hyperion chaotisch is, bijvoorbeeld de as waar de maan om draait schommelt zoveel dat de richting in de ruimte totaal onvoorspelbaar is. Hyperion is de enige bekende maan in het zonnestelsel die een chaotische rotatie heeft, maar simulaties geven aan dat andere onregelmatig gevormde manen ook een dergelijke rotatie hebben gehad in het verleden.
Hyperion is uniek in de kenmerken dat de maan onregelmatig gevormd is, een zeer excentrische baan heeft, en zich dicht bij een andere grote maan (Titan) bevindt. Deze kenmerken zorgen er samen voor dat een stabiele rotatie niet mogelijk is.
De 3:4 baanresonantie tussen Titan en Hyperion maakt mogelijk de kans op een chaotische rotatie groter.
De vreemde rotatie van Hyperion is waarschijnlijk de oorzaak van het feit dat het oppervlak van Hyperion redelijk uniform is, in tegenstelling tot de meeste andere manen van Saturnus, waar er vaak een groot verschil is tussen het voorste halfrond en het achterste halfrond.